# ニッポン警視庁の恥といわれた二人 刑事珍道中
『ニッポン警視庁の恥といわれた二人組 刑事珍道中』（ニッポンけいしちょうのはじといわれたふたりぐみ でかちんどうちゅう）は、1980年10月4日に公開された中村雅俊、勝野洋主演のコメディ・アクション映画。並映は『野獣死すべし』。
藤谷美和子の映画デビュー作でもある。

## あらすじ
斑島祥介と樺屋隆治はれっきとした刑事だが、警視庁翁署に赴任して以来、ただの1人も犯人を捕まえたことがなく、やることなすこと失敗ばかりだった。上司の花田課長は未解決事件の捜査から2人を外し銀行強盗の模擬訓練での犯人役を命じる。2人は見事に銀行からジュラルミンケースの強奪に成功する。しかし、ジュラルミンケースの中身が新聞紙を切った偽物ではなく、本物の現金1億2000万円だったことに彼らは気付いていなかった。祥介が小用に立ち寄った隙に、隆治が何者かに襲われ、ジュラルミンケースを盗まれてしまう。しかし、過去の経緯から同僚たちは祥介が犯人ではないかと疑いの目を向ける。
2人は汚名を返上すべく捜査を開始。祥介は銀行員の小泉百合子を尾行するが、すぐに見つかり逆に百合子の部屋に誘われてしまう。鼻の下を伸ばし、百合子の部屋で祥介が入浴している間に百合子は殺害され、祥介は殺人の容疑者として隆治の保護観察を受けることになってしまう。
事件の真相解明とは、まったく関係なく隆治のホモ疑惑も持ち上がり、祥介は自分の尻も心配するハメになる。しかし、隆治はある理由でインポになっており独りで悩んでいたのだった。祥介と花田課長は隆治を助けようと必死になるが、隆治はなかなか心を開かない。隆治の自宅アパートの階上に住んでる子持ち美女の吉野ともえは同情から一夜を共にし、隆治は男の自信を取り戻した。しかし、隆治に気のあった隣室の佐藤真由美がこれにショックを受け、ガス自殺を図る。自殺は未遂に終わるものの、引火したガスは祥介を巻き込んで大爆発を起こしたが、幸いにして死者は出なかった。
祥介は銀行の高木支店長を尾行するが、建築中の団地で支店長は何者かに射殺されてしまい、またしても祥介に殺人容疑がかかる。しかし、高木支店長が死ぬ間際に祥介に渡したライターを見て、森川刑事の様子に変化が現れる。祥介と隆治は森川を追い、その途中で所轄内の未解決事件も芋づる式に解決。2人はめでたく警視総監賞を受けるのだった。

## キャスト
- 中村雅俊：斑島祥介（まだらじま しょうすけ）
- 勝野洋：樺屋隆治（かばや りゅうじ） - 結婚歴があるが新婚1か月で離婚していることからホモ疑惑が持ち上がる。
- 金子信雄：花田課長 - 斑島、樺屋の上司
- 大楠道代：吉野ともえ - 隆治の住むアパートの上の階に住んでいる子持ち美女
- 伊藤敏孝：森川刑事
- 江幡高志：近藤主任
- 風祭ゆき：小泉百合子 - 銀行員。祥介を自室に誘うが、何者かに殺害される。
- 藤谷美和子：佐藤真由美 - 隆治の隣室の住人。隆治に気がある。
- 木ノ葉のこ：松村美枝子
- 市村博：山東刑事
- 山本紀彦：三輪刑事
- 森川正太：健坊
- 穂積隆信：高木支店長
- 三谷昇：組長
- 桜京美：組長の妻
- 伴淳三郎：仲人
- 北村和夫：風俗係係長
- 塩島昭彦：風俗係刑事
- 田中春男：タクシーの運転手
- 角川春樹：美枝子の夫
- りりィ：バーのママ
- 清水昭博：犯人A
- 庄司三郎：犯人B
- 佐藤蛾次郎：犯人C
- 住吉正博：藤井刑事
- 丹古母鬼馬二：下着泥棒
- 吉中六：ひったくり犯
- 高山千草：老婦人
- 江川菜子：ブティック店員
- 望月太郎、竹内春樹：刑事
- 加藤茂雄、門脇三郎、夏木順平：結婚披露宴の客
- 深作覚、戸塚孝、荻原紀：組員
- 長谷川諭：受験生 - 浪人生。真由美の階上（ともえの隣室）の住人。窓からタバコをポイ捨てしたことで、ガス自殺しようとしていた真由美の部屋が爆発することに。
- 中吉卓郎、中山広道、古唐三零、三井恒、中沢武司、青山圭三、前川道生、斉藤ゆかり、松山薫、菅沼千鶴子、木村重造、山川弘乃、黒川明子、那須のり子、谷沢裕美、伊藤厚志、中瀬博文、渥美博、永野明彦、高橋正昭、新井一夫、大島光幸、森岡隆見、大竹義夫、タミー、小山友成、奈良宗弘：その他
- 伊奈貫太：技斗
- 霞涼二：刺青
- 田村連：振付

## スタッフ
- 監督：斎藤光正
- 製作：角川春樹
- 企画：岡田晋吉、中村良男
- プロデューサー：松岡明
- 脚本：鎌田敏夫
- 撮影：水野尾信正
- 美術：徳田博
- 編集：西村豊治
- 助監督：松永好訓
- 音楽：近田春夫
- 角川春樹事務所 = 日本テレビ放送網提携作品

## 楽曲
主題歌
- 「マーマレードの朝」 - 作詞・作曲:桑田佳祐、編曲:新田一郎、歌:中村雅俊

挿入歌
- 「星くず兄弟の伝説」 - 作詞:近田春夫、作曲:赤城忠治、編曲:近田春夫、ホーンアレンジ:新田一郎
- 「星くず兄弟のテーマ」 - 作曲・編曲:近田春夫

## エピソード
- 1980年10月3日の深夜、主演の中村雅俊はファンである『吉田拓郎のオールナイトニッポン』のゲストに呼ばれていた[2]。翌10月4日が本作の封切り日だったため、角川春樹からその日の夜、新橋でご馳走に与った。松茸20本に冷酒20杯、銀座に流れて草刈正雄を呼び、さらに水割り10数杯を飲んで、有楽町のニッポン放送のスタジオ入りした時にはベロンベロンの泥酔状態で、呂律も回らず、「俺は拓郎が好きなんだよ」と何度もしつこく拓郎に絡み、挙句スタジオを追い出された[2]。

## 小説版
映画公開に先立って、1980年9月に鎌田敏夫による小説版が角川文庫から発売されている。
また、小説版は続編も刊行され『刑事珍シリーズ』と銘打たれている。
- 『刑事珍シリーズ さらば愛しき女よ』（1983年2月、角川文庫）
- 『刑事珍シリーズ 女刑事さっちゃん』（1989年4月、角川文庫、ISBN 4041480205）